# Atakamit

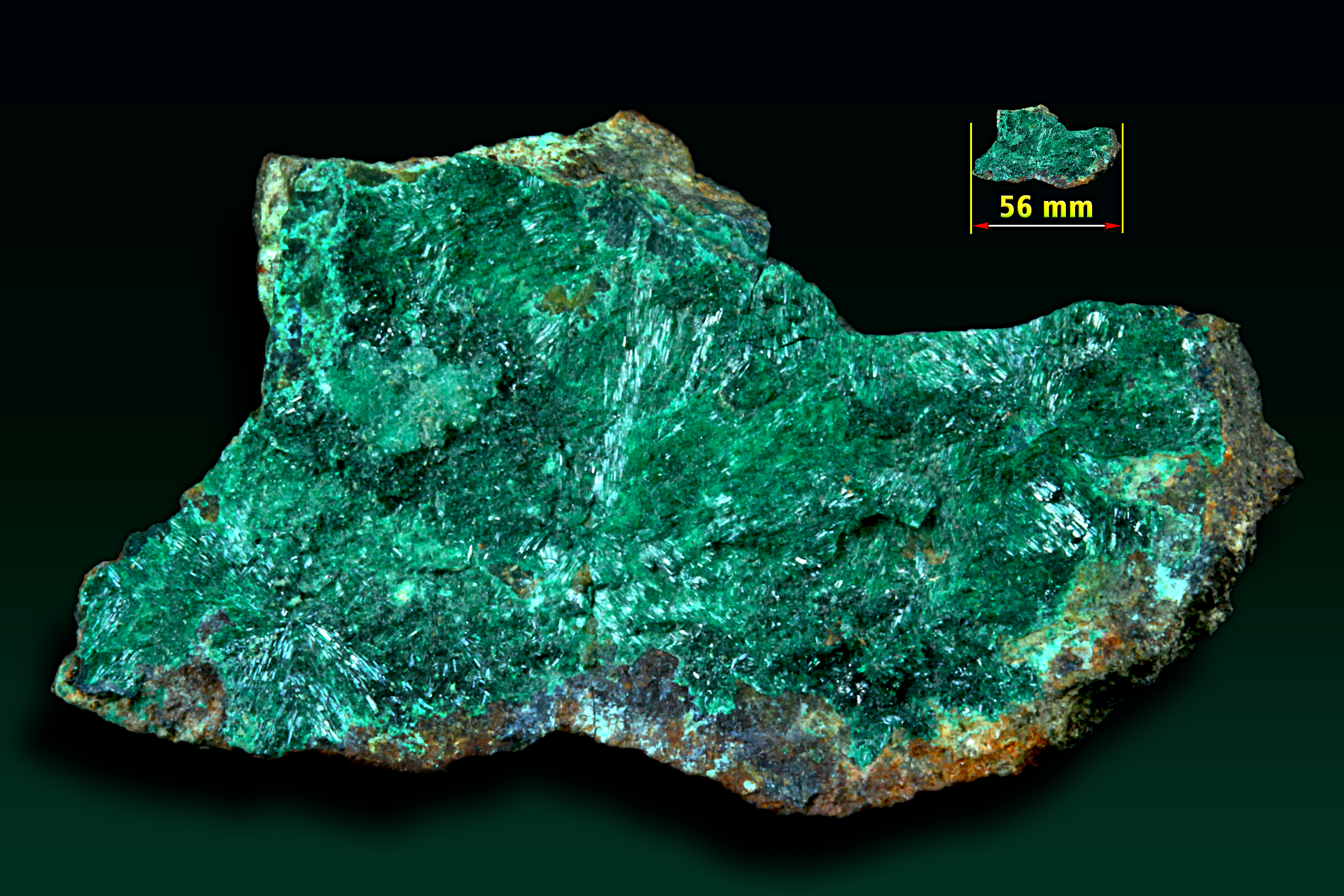
Atacamit na chryzokoli - kop. La Farola, prow. Copiapo, Chile.

Atakamit – minerał z grupy halogenków, chlorowodorotlenek miedzi. 
Jego nazwa pochodzi od do miejsca pochodzenia. Jest nim położona na północy Chile pustynia Atakama, jedno z najsuchszych miejsc na Ziemi. Atakamit występuje w postaci kryształów w układzie słupkowym, rombowym lub tabliczkowym. Tworzy także skupienia o pokroju włóknistym, igiełkowym, promienistym, listkowym lub groniastym. Jest przezroczysty lub półprzezroczysty. Rozpuszczalny w kwasie azotowym i amoniaku. Poprzez obecność miedzi zabarwia płomień na niebieskozielono. 

## Powstały w ekstremalnych warunkach
Aby powstał atakamit, muszą być spełnione dwa warunki: suchy i pustynny klimat i obecność rud miedzi. W takich warunkach rudy ulegają utlenieniu, uwalniając miedź niezbędną do powstania atakamitu. Jest to zatem minerał wtórny, który często współwystępuje z chryzokolą, miedzią rodzimą, claringbullitem, connellitem, kuprytem, malachitem i brochantytem.

## Polimorfizm i asocjacje mineralne
Charakteryzuje się polimorfizmem, tzn. może występować w różnych postaciach, zachowując przy tym ten sam wzór chemiczny. Dwie najważniejsze postaci tego minerału to niebieski bottalackit, który krystalizuje się w układzie jednoskośnym (jego nazwa pochodzi od kopalni w Botallack w Kornwalii), oraz paratakamit, który przyjmuje barwę od żółtozielonej do ciemnozielonej, niemal czarnej i krystalizuje się w układzie heksagonalnym. Jeśli rudy miedzi ulegają przeobrażeniom w miejscach, gdzie nie jest dostatecznie sucho, powstają minerały podobne do atakamitu, lecz zawierające w swojej strukturze krystalicznej także wodę. Najważniejszy z nich to kalumetyt.

## Miejsca występowania
Australia (Burra Burra, Wallaroo), Chile (Minas generosa e Herminia, Sierra Gorda, pustynia Atakama), Peru (Ika), USA (hrabstwo Pinal, Arizona), Włochy (Wezuwiusz), Rosja, Kazachstan, Meksyk, Boliwia, Namibia, Wielka Brytania. W Polsce występuje w asocjacji z gipsem lub halitem z kopalni Rudna w Polkowicach. 